# Phatnotis factiosa
Phatnotis factiosa är en fjärilsart som beskrevs av Edward Meyrick 1913. Phatnotis factiosa ingår i släktet Phatnotis och familjen Lecithoceridae. Inga underarter finns listade i Catalogue of Life.